# OpenLayers
OpenLayers è una libreria JavaScript per visualizzare mappe interattive nei browser web (WebGIS). È un software libero coperto da licenza BSD.

## Caratteristiche
OpenLayers  offre API ai programmatori per poter accedere a  diverse fonti d'informazioni cartografiche in Internet: mappe del progetto OpenStreetMap, mappe sotto licenze non-libere (Google Maps, Bing, Yahoo), Web Feature Service, ecc.

## Storia

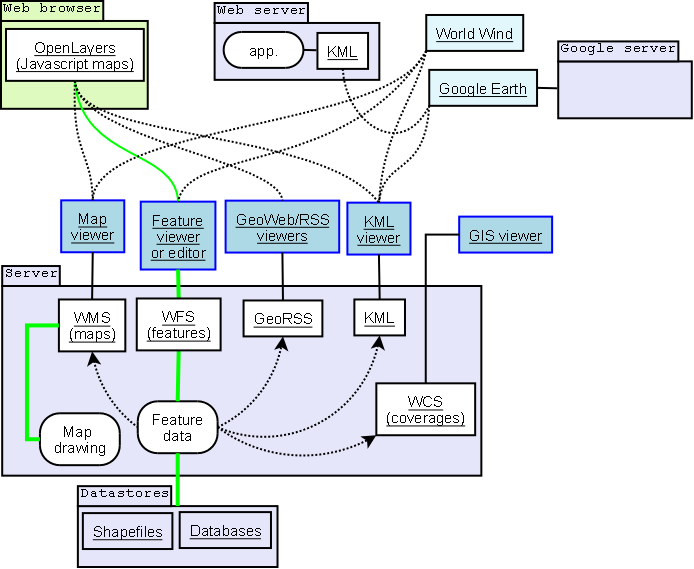
L'interoperabilità fra OpenLayers e vari protocolli GIS

Inizialmente le librerie sono state sviluppate da MetaCarta nel giugno del 2006. Da novembre 2007 questo progetto è entrato a fare parte dei progetti della OSGeo (Open Source Geospatial Foundation).